# Gelatino-bromuro

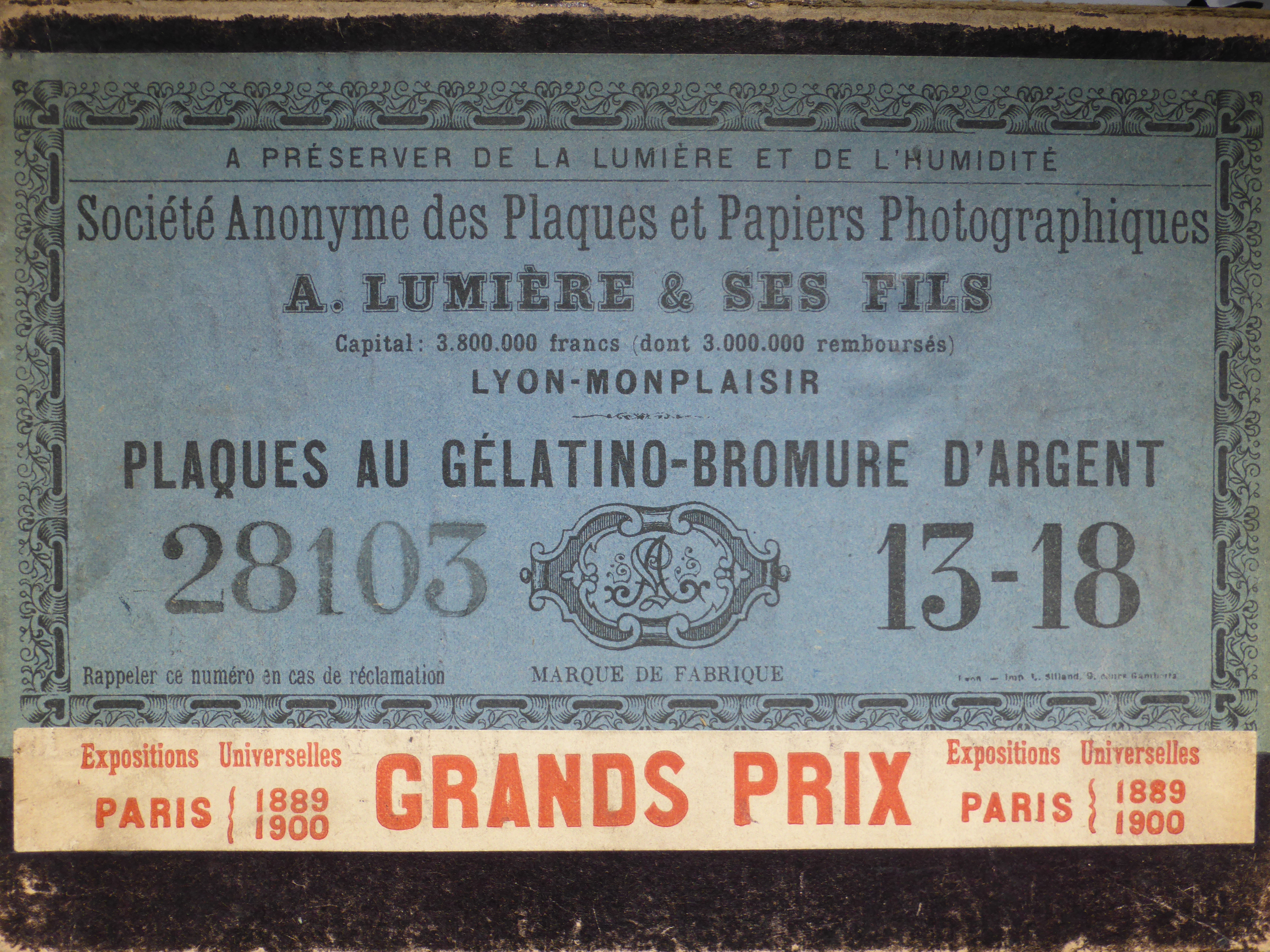
Caja de placas secas al gelatino-bromuro de plata, marca Lumière, hacia el año 1900

El gelatino-bromuro es un procedimiento fotográfico creado en el año 1871 por R. L. Maddox y mejorado en el año 1878 gracias a los trabajos de Charles Harper Bennett que acabó desplazando al colodión húmedo, a partir del año 1882.
Este proceso básicamente supone en sus inicios el empleo de una placa de vidrio sobre la que se extiende una solución de bromuro de cadmio, agua y gelatina sensibilizada con nitrato de plata, que ya no necesita mantener húmeda la placa en todo momento, lo cual pone fin a uno de los grandes inconvenientes del colodión húmedo.
Al conseguir Charles E. Bennett mejorar la sensibilidad del gelatino-bromuro dejando secar durante más tiempo la placa emulsionada, consiguió rebajar el tiempo de exposición a un cuarto de segundo, lo que nos permite acercarnos al concepto de instantánea fotográfica.
Las placas secas "al gelatino-bromuro de plata" se fabricaban en industrias. Se compraban en cajas que debían abrirse en un cuarto oscuro, con débil luz roja, para cargar los chasis. Y una vez expuestas, se podían revelar sin prisas, días después, al regresar de los viajes. Uno de los fabricantes de placas secas fue A. Lumière & ses fils, de Lyon (Francia), que recibió grandes premios entre los años 1889 y 1900. Además de la sociedad Lumière, otros destacados fabricantes fueron: Guilleminot et Cie., y Agfa.
A finales del siglo XIX comenzó a sensibilizarse el papel mediante este procedimiento empleando el bromuro de plata convirtiéndose en el tipo de papel fotográfico más empleado en el siglo XX.
La creación de este método supuso la culminación del invento de la fotografía, quedando básicamente constituida hasta la aparición de la fotografía digital.